# Pokrovnik
Pokrovnik (Bulgaars: Покровник) is een dorp in de Bulgaarse gemeente Blagoëvgrad in oblast Blagoëvgrad, niet ver van de Macedonische grens. Het dorp ligt hemelsbreed 4 km ten zuidwesten van Blagoëvgrad en 82 km ten zuidwesten van Sofia.

## Bevolking
Op 31 december 2019 werden er 856 inwoners in het dorp geregistreerd door het Nationaal Statistisch Instituut van Bulgarije, een daling vergeleken met het maximum van 1.098 personen in 1946.
|  |

In het dorp Pokrovnik wonen voornamelijk etnische Bulgaren, terwijl een kleine minderheid uit Roma bestaat.
| Etnische samenstelling van de respondenten (2011) | Etnische samenstelling van de respondenten (2011) | Etnische samenstelling van de respondenten (2011) | Etnische samenstelling van de respondenten (2011) | Etnische samenstelling van de respondenten (2011) |
| ------------------------------------------------- | ------------------------------------------------- | ------------------------------------------------- | ------------------------------------------------- | ------------------------------------------------- |
|                                                   |                                                   |                                                   |                                                   |                                                   |
| Bulgaren                                          | Bulgaren                                          |                                                   | 97,7%                                             | 97,7%                                             |
| Turken                                            | Turken                                            |                                                   | 0,0%                                              | 0,0%                                              |
| Roma                                              | Roma                                              |                                                   | 1,6%                                              | 1,6%                                              |
| Anders/Onbekend                                   | Anders/Onbekend                                   |                                                   | 0,7%                                              | 0,7%                                              |